# NGC 4448
NGC 4448 је спирална галаксија у сазвежђу Береникина коса која се налази на NGC листи објеката дубоког неба.
Деклинација објекта је + 28° 37' 17" а ректасцензија 12h 28m 15,5s. Привидна величина (магнитуда) објекта NGC 4448 износи 11,2 а фотографска магнитуда 12,0. Налази се на удаљености од 28,550 милиона парсека од Сунца. NGC 4448 је још познат и под ознакама UGC 7591, MCG 5-29-89, CGCG 158-113, CGCG 159-2, IRAS 12257+2853, PGC 40988.